# Jerzy Leonard Myśliński
Jerzy Leonard Myśliński (ur. 1934, zm. 28 listopada 2022) – polski historyk i prasoznawca, prof. dr hab.

## Życiorys
W 1983 r. uzyskał tytuł profesora nauk humanistycznych. Był pracownikiem naukowym w Instytucie Badań Literackich Polskiej Akademii Nauk, w Warszawskiej Wyższej Szkole Humanistycznej im. Bolesława Prusa i na Wydziale Humanistycznym i Pedagogicznym Wszechnicy Świętokrzyskiej w Kielcach.